# 물리적 성질

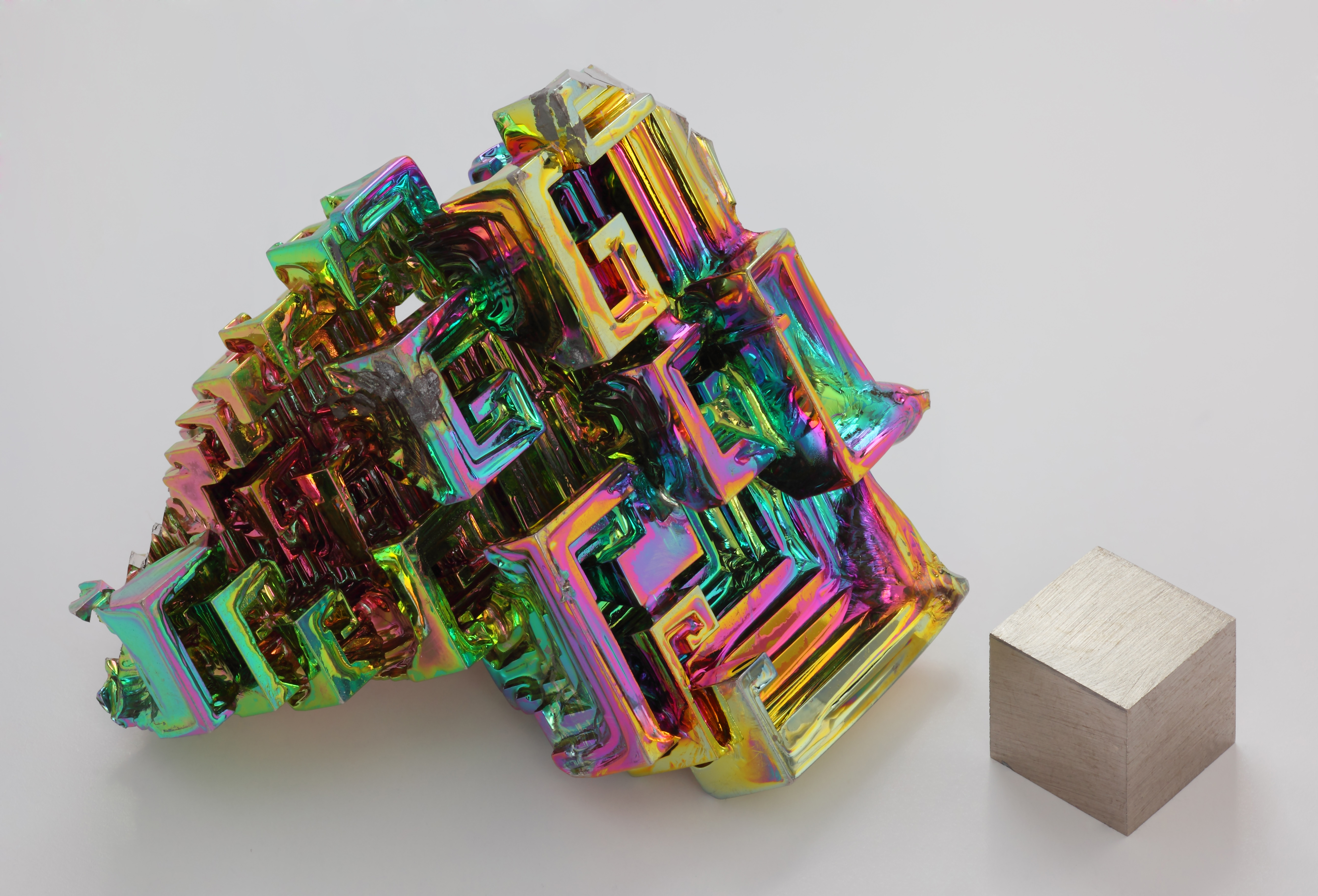

물리적 성질(物理的性質, 영어: physical property)은 측정 가능한 특성으로, 이에 대한 값은 물리적 계의 상태를 대표한다. 물리 성질(物理性質), 물리성(物理性), 물성(物性), 물리적 특성(物理的特性)이라고도 한다. 계의 물리적 특성의 변화는 계의 변환이나 일시적인 상태 간의 진화 등을 설명하는 데 이용할 수 있다. 물리적 성질은 흔히 관찰이 가능한 것만을 이른다. 그것들은 형식적 특성과는 다르며, 양으로 측정이 가능한 물리적 성질은 물리량이라고 불린다.
물리적 성질은 세기성질(시강변수)와 크기성질(시량변수)로 크게 2가지의 경우로 분류하는 것이 가능하다. 열역학에서 크기성질은 질량과 관계된 특성들(질량, 부피, 엔탈피, 엔트로피, 깁스 에너지)을 이르며 크기성질은 계의 크기에 따라 변화한다. 반면 세기성질은 질량과 관계가 없으며 계의 크기와도 독립적인 성격을 띄고 있고 예로 온도나 압력이 있다. 또 물리적 성질은 방향성으로 분류가 가능하다. 예로 등방성의 경우 이방성이 방향에 따라 성질의 변화를 갖는 반면에, 등방성은 성질이 어느 곳에서나 같다.
물리적 성질은 화학적 성질이 화학 반응을 결정한다는 점에서 대조되기도 한다.

## 성질 목록
한 물체의 물리적 특성은 전통적으로 고전역학에서 정의한 바를 따르며 한 물체의 물리적 특성은  다음을 포함할 수도 있고 다음에 제한을 받지 않기도 한다:
- 위치
- 전기장
- 끓는점
- 녹는점
- 팽창
- 이동
- 질량
- 압력
- 색
- 밀도
- 부피
- 길이
- 강도
- 온도
- 비중
- 열전도율
- 비열
- 선팽창계수
- 자성
- 전기전도율
- 열전도율
- 굴절률
- 점성
- 탄성

## 같이 보기
- 화학적 성질
- 물리량

## 참고 문헌
- Cesare Emiliani (1987). 《Dictionary of the Physical Sciences: Terms, Formulas, Data》. Oxford University Press. ISBN 978-0195036510.
- Robert A. Meyers (2001). 《Encyclopedia of Physical Science and Technology》 3판. Academic Press. ISBN 978-0122274107.